# Barker (New York, Broome megye)
Barker város az USA New York államában, Broome megyében. Lakosainak száma 2509 fő (2020. április 1.).

## Népesség
A település népességének változása:

| 2010 | 2 732 |
| 2020 | 2 509 |